# Château de Posanges
Le château de Posanges, situé en Côte-d'Or, sur la commune du même nom fut construit entre 1437 et 1453 par Guillaume du Bois, seigneur de Posanges, maître d'hôtel du duc de Bourgogne, Philippe le Bon.

## Historique
Guillaume du Bois, seigneur berrichon est d'abord attaché à l'hôtel de Philippe, comte de Charolais, fils du duc de Bourgogne Jean sans Peur. Il reste au service de Philippe, quand à compter de 1419, ce dernier devient duc à son tour en tant que Philippe III de Bourgogne, dit Philippe le Bon. Guillaume du Bois acquit la seigneurie de Posanges en 1437. Il y bâtit le château qui est vraisemblablement achevé avant sa mort en 1453. L' édifice eut une vie plutôt calme ; il devient une ferme assez tôt et jusqu'en 1964; à cette date, la cour intérieure fut débarrassée d'anciens bâtiments agricoles pour accueillir une manufacture de tissus.
Depuis 1980, le château a été restauré.
Il a fait l'objet d'un classement au titre des Monuments historiques le 27 décembre 1913, quelques jours avant l'adoption de la loi du 31 décembre 1913, texte fondamental en matière de protection des monuments historiques. À ce titre, le château de Posanges est l'un des premiers châteaux privés à avoir obtenu ce classement.

## Description
Le plan du bâtiment n’est pas tout à fait carré mais légèrement trapézoïdal, d’environ 35 mètres de côté.

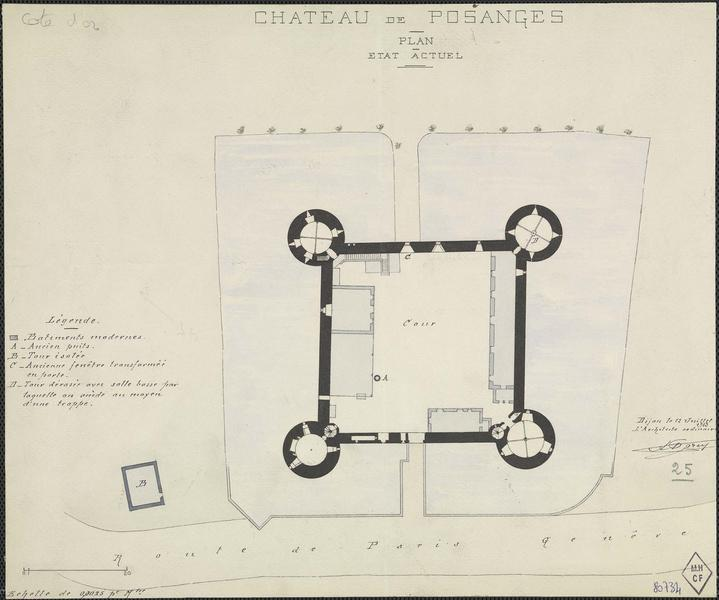
Plan dressé en vue du classement Monument Historique (12 juillet 1913 - Abel Forey)

Le château est cantonné de 4 tours rondes reliées par des courtines presque aveugles, sauf au sud. La courtine nord est percée d’une porte surmontée d’une bretèche. L’ensemble est entouré de douves d’une quinzaine de mètres de large alimentées par la Brenne, un petit affluent de l’Armançon. Au nord, elles ont été rognées par la route tracée au début du XIXe siècle.
Le monument est en très bel état de conservation.
Dans la cour intérieure, les bâtiments médiévaux ont disparu. Un logement seigneurial à un étage devait être adossé à la courtine sud comme l'attestent les fenêtres qui la percent. En retour d’équerre le long de la courtine ouest, devait se situer un bâtiment de communs. Le dénombrement de 1488 précise également l’existence de granges.
Sans doute dès le XVIIe siècle et jusqu’en 1964, le château est devenu une ferme. Le logis seigneurial a disparu et la cour a été occupée par un bâtiment d’habitation adossé à la courtine nord, une étable en pierre à l’ouest et un abri en bois à l’est. La courtine sud, passablement abaissée, a été percée d’une porte donnant sur la campagne.

## Pigeonnier de Posanges
Attenant au château, le pigeonnier est inscrit au titre des Monuments historiques depuis le 5 octobre 1965.
Il est rectangulaire et mesure 8,30 m de longueur et 7 m de largeur. Il est construit en gros moellons équarris en pierre calcaire bleue. A hauteur de la porte l’épaisseur du mur est de 1,10 m. Il n’y a pas de corniche sous la toiture et il n’y a jamais eu de bandeau. Les pigeons utilisaient deux lucarnes d'envol sur le toit, les murs ne montrant aucune ouverture. Une seule petite porte au rez-de-chaussée, côté ouest, donne accès à l’intérieur de l’édifice. Il compte environ 1 140 boulins.
Restauré en 2013, il a retrouvé une charpente soutenant une couverture en pierres plates de calcaire, appelées "laves" en Bourgogne.

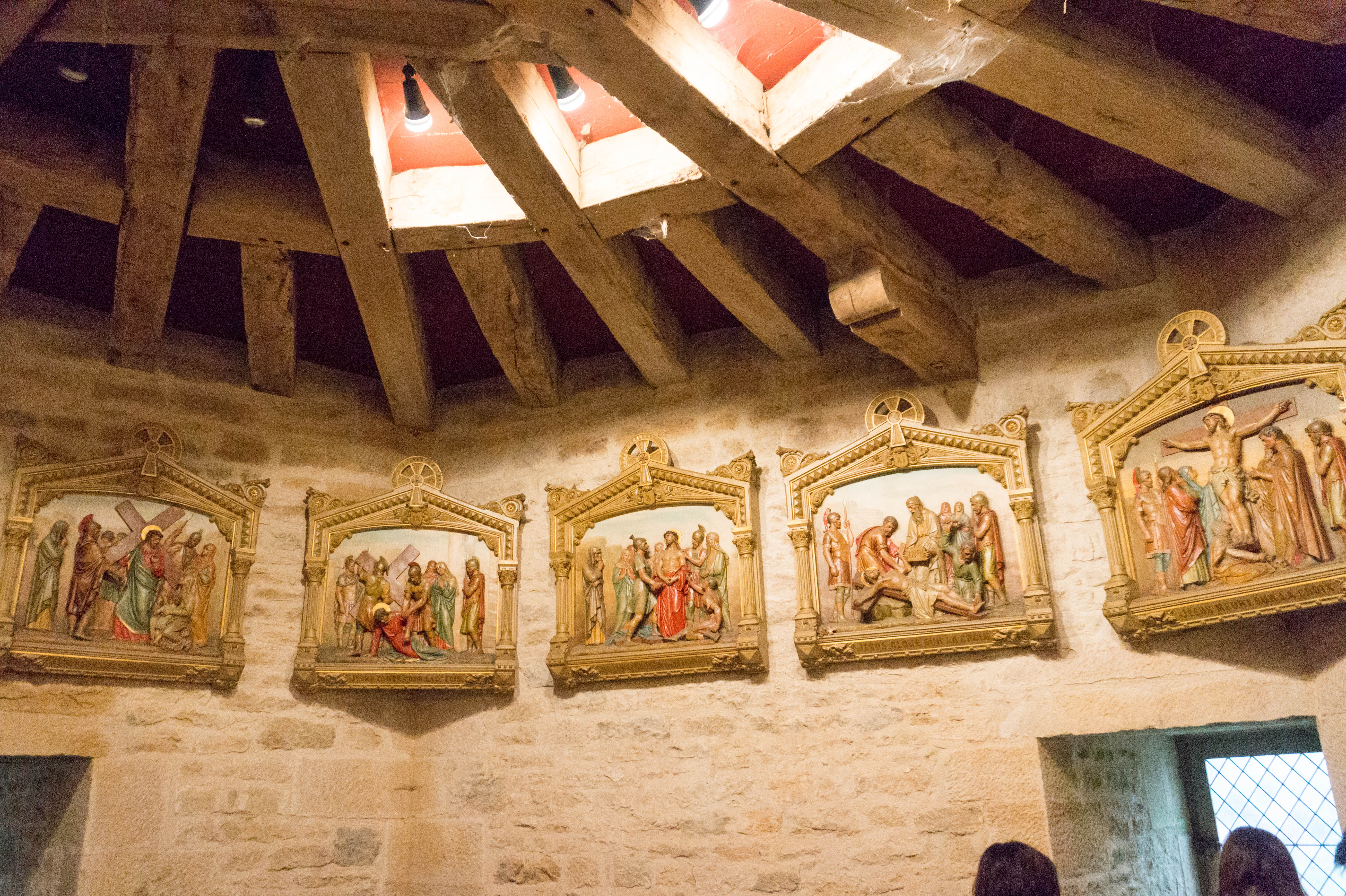
Chemin de croix et charpente
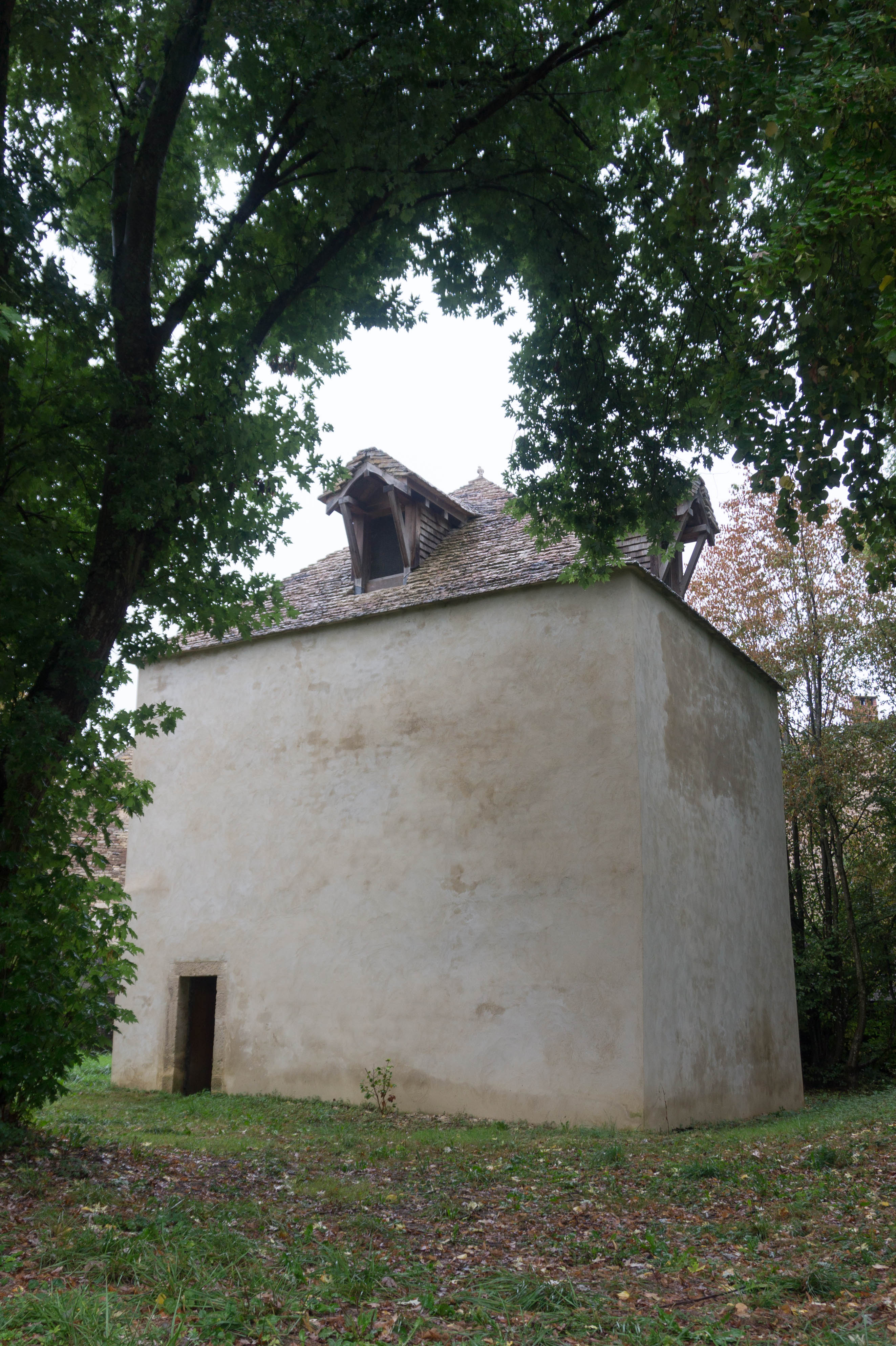
Extérieur du pigeonnier
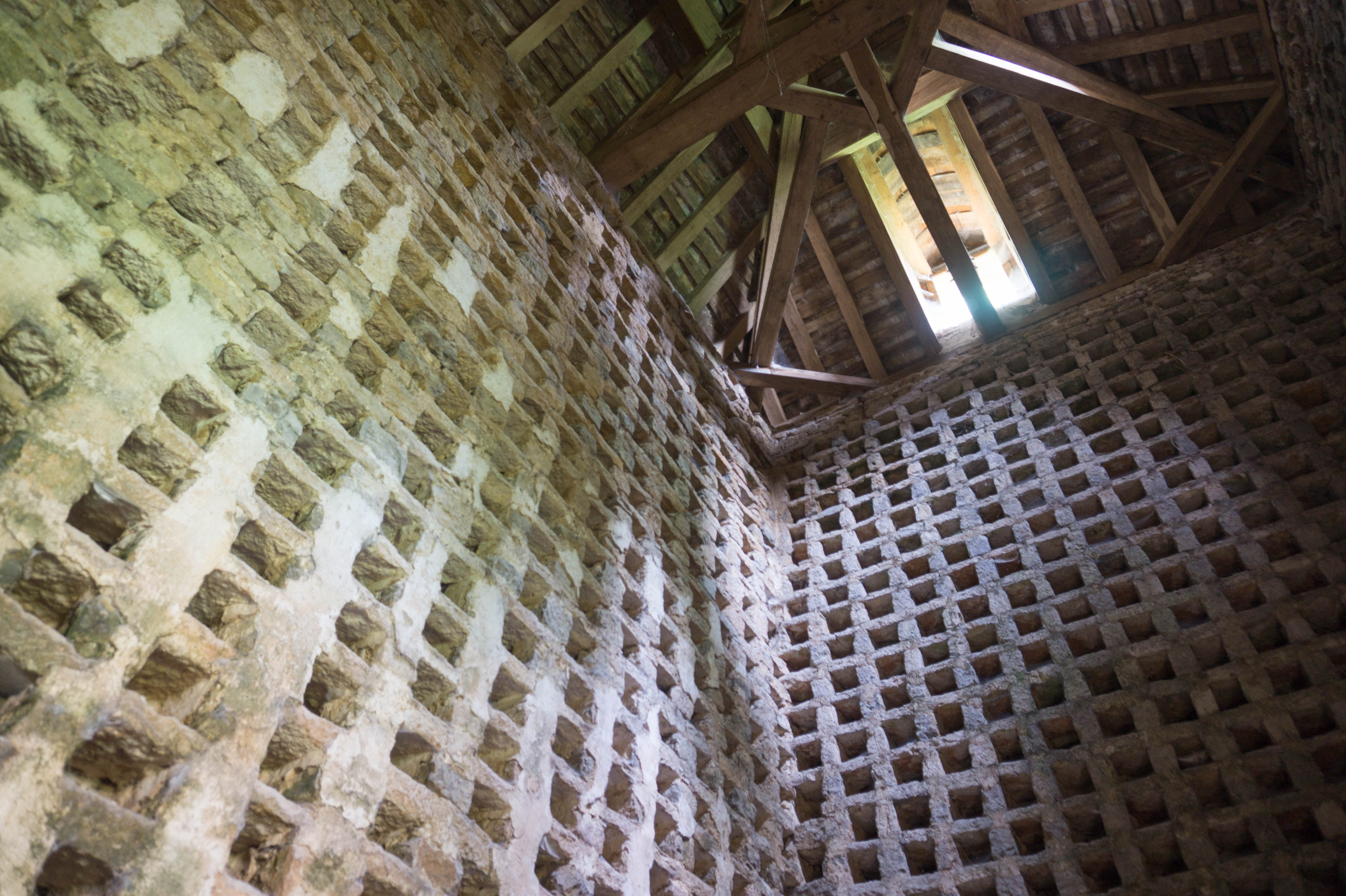
Intérieur du pigeonnier